# 안양고등학교
안양고등학교(安養高等學校)는 대한민국 경기도 안양시 만안구 박달동에 있는 공립 고등학교이다.

## 학교 연혁
- 1983년 1월 10일 : 24학급 설립인가
- 1983년 3월 3일 : 제1학년 8학급 개교
- 1983년 3월 5일 : 초대 권수원 교장 취임
- 1989년 3월 1일 : 36학급 학급 인가
- 1996년 10월 24일 : 청운관 준공
- 2014년 3월 1일 : 혁신학교 지정
- 2023년 9월 1일 : 제13대 정승희 교장 취임
- 2024년 1월 5일 : 제39회 졸업 283명(총 20,027명)
- 2024년 3월 1일 : 36학급 947명으로 편성 운영

## 참고 자료
- 안양고등학교 - 한국교육학술정보원 학교알리미